# 히로시마 전철 미야지마선
히로시마 전철 미야지마 선(広島電鉄宮島線)은 히로시마현 히로시마시 니시구의 히로덴 니시히로시마 역으로부터 히로시마 현 하쓰카이치시의 히로덴 미야지마구치 역에 이르는 히로시마 전철의 철도 노선이다. 히로시마 전철 시내 노선은 노면 전차 노선이기 때문에 직통하기 위해서 차량을 맞추어 사용하고 있다.

## 노선 정보
- 영업 거리 : 16.1km
- 궤간 : 1435mm
- 역수 : 22 (종점, 임시역 포함)
- 복선 구간 : 전 구간
- 전철화 구간: 전 구간 직류 600V
- 폐색 방식 : 자동 폐색식

## 개요
미야지마 선의 경우 철도 사업법이 적용되는 철도선으로, 원래는 타 철도선과 마찬가지로 고상 승강장에 맞춘 전동차를 사용하고 있었다. 그러나 이후 시내선에 직통하는 열차편이 늘게 되면서 점점 저상 승강장을 사용하는 노면 전차 위주로 열차편이 투입되다가 1991년 8월 8일, 미야지마 선 전용 차량이 폐지되었다. 각 역의 승강장도 이에 맞추어 대부분 저상 승강장으로 바뀐 상태이다.
노선은 서일본 여객철도 산요 본선과 나란하게 놓여있는 형태로 경쟁이 이루어지고 있다. JR의 경우 고속성을 보장하기 때문에 히로시마 전철의 경우에는 사이에 역을 신설하여, 최대한 주변의 수요를 끌어 모으도록 하는 방법을 사용하고 있으며, 통근 시간대에 급행 열차를 투입할 것을 구상하고 있다.

## 운행 형태
원칙적으로는 히로시마역 - 히로덴 미야지마구치간 계통(■ 2호선)으로 운행되고 있으며, 일부 시간대에 차량 기지로부터의 출고로 인한 중간역 시종착 열차, 선내 왕복 운전 열차도 설정되어 있다. 시내선 3호선 (히로시마항 - 히로시마 전철 본사 앞 - 가미야 정 서쪽 - 히로덴 니시히로시마) - 미야지마 선간을 직통하는 전철도 평일 러시 아워 시간대를 중심으로 설정되어 있다.

## 역사
- 1922년 8월 22일 고이 마을(현재의 히로덴 니시히로시마) - 구사쓰간이 개통.
- 1924년 4월 6일 구사쓰마치(현재의 구사쓰) - 하쓰카이치 정(현재의 히로덴 하쓰카이치)간이 개통.
- 1925년 7월 15일 하쓰카이치 정 - 지고 앞간이 개통.
- 1926년 7월 15일 지고 앞 - 신구시마(후에 폐지)간이 개통.
- 1931년 2월 1일 신구시마 - 전철 미야지마(현재의 히로덴 미야지마구치)간이 개통해 전노선 개통. 신구시마 역 폐지. 아지나 역 개업. 고이마치 역을 니시히로시마 역으로, 이쓰카이치 정 역을 전철 이쓰카이치 역으로, 하쓰카이치 정 역을 전철 하쓰카이치 역으로 개칭.
- 1935년 12월 1일 시오하마 역 개업.
- 1936년 9월 8일 시오하마 역을 라쿠라쿠엔 역으로 개칭,스미노하마 역 폐지.
- 1941년 4월 17일 즈센여학교 앞 역 개업.
- 1944년 7월 21일 미나미 선 부설로 전철 하츠카이치 - 전철 미야지마간의 하행선을 철거해 단선이 된다.
- 1947년 4월 1일 즈센여학교 앞 역을 스즈가미네여전 앞 역으로 개칭.
- 1950년 구사쓰마치 역을 구사쓰역으로 개칭.
- 1950년 6월 1일 스즈가미네여전 앞 역을 스즈가미네여대 앞 역으로 개칭.
- 1950년 7월 24일 전철 하츠카이치 - 전철 미야지마간이 복선으로 돌아온다.
- 1950년 11월 24일 산요여학원 앞 역 개업.
- 1951년 9월 1일 아라테 역을 주오우오이치바 역으로 개칭
- 1954년 1월 1일 아지나 역을 지고 앞 현 병원 앞 역으로 개칭.
- 1954년 10월 31일 (임시)경정장 앞 역 개업.
- 1960년 8월 11일 이구치 병원 앞 역 개업.
- 1961년 6월 1일 전철 이쓰카이치 역을 히로덴 이쓰카이치 역으로, 전철 하쓰카이치 역을 히로덴 하쓰카이치 역으로, 전철 미야지마 역을 히로덴 미야지마 역으로 개칭.
- 1962년 1월 10일 시내선 히로시마 역 앞(현재의 히로시마역) - 미야지마 선 히로덴 하쓰카이치간에서 직통 운전 개시.
- 1963년 4월 1일 산요여학원 앞 역을 산요여대 앞 역으로 개칭.
- 1963년 5월 6일 시내선·미야지마 선 직통 운전 구간을 히로덴 미야지마까지 연장.
- 1964년 8월 13일 히가시다카스 역 개업.
- 1965년 7월 20일 라쿠라쿠엔 역을 라쿠라쿠유원지 역으로 개칭.
- 1969년 10월 1일 니시히로시마 역을 히로덴 니시히로시마 역으로 개칭.
- 1971년 9월 1일 라쿠라쿠유원지 역을 라쿠라쿠엔 역으로 개칭.
- 1971년 10월경 이구치 병원 앞 역을 차량 기지 앞 역으로 개칭.
- 1972년 3월 1일 지고 앞 현 병원 앞 역을 아지나 역으로 개칭.
- 1978년 8월 1일 다지리 역 개업.
- 1979년 11월 1일 중앙 시장 앞 역을 구사쓰미나미 역으로, 차량 기지 앞 역을 쇼코우센타 입구 역으로 개칭.
- 1984년 11월 1일 히라 역 개업.
- 1987년 3월 27일 사에키 구 관공서 앞 역 개업.
- 1991년 8월 7일 미야지마 선 전용차(고상차)운행 종료. 다음날부터 노면 전차 타입으로 통일.
- 1998년 9월 1일 JA히로시마 병원 앞 역 개업.
- 1999년 6월 9일 GREEN MOVER 운행 개시.
- 2001년 11월 1일 다지리 역에 인접한 JR아지나역과 역명을 헷갈리지 않게 하기 위해 히로덴 아지나 역으로 개칭. 거기에 따라 지금까지의 아지나 역을 아지나히가시 역으로 개칭. 또, 히로덴 미야지마 역을 히로덴 미야지마구치 역으로 개칭.
- 2006년 6월 1일 히라 역을 하쓰카이치 시 관공서 앞(히라)역으로 개칭.

## 역 목록
| 역 번호 | 정류장 명                     | 정류장 일어명          | 역간 거리 | 영업 거리 | 운행 계통 | 운행 계통 | 접속 노선 | 소재지       | 소재지       |
| ------- | ----------------------------- | ---------------------- | --------- | --------- | --------- | --------- | --- | ------------ | ------------ |
| M19     | 히로덴니시히로시마            | 広電西広島             | -         | 0.0       |           |           | 히로시마 전철 본선 서일본 여객철도 산요 본선 (니시히로시마역)                                                                                                  | 히로시마시   | 니시구       |
| M20     | 히가시타카스                  | 東高須                 | 1.0       | 1.0       |           |           | | 히로시마시   | 니시구       |
| M21     | 다카스                        | 高須                   | 0.4       | 1.4       |           |           | | 히로시마시   | 니시구       |
| M22     | 후루에                        | 古江                   | 0.7       | 2.1       |           |           | | 히로시마시   | 니시구       |
| M23     | 구사쓰                        | 草津                   | 0.8       | 2.9       |           |           | | 히로시마시   | 니시구       |
| M24     | 구사쓰미나미                  | 草津南                 | 0.6       | 3.5       |           |           | | 히로시마시   | 니시구       |
| M25     | 쇼코센터이리구치              | 商工センター入口       | 0.7       | 4.2       |           |           | 서일본 여객철도 산요 본선 (신이노구치역) | 히로시마시   | 니시구       |
| M26     | 이노쿠치                      | 井口                   | 0.6       | 4.8       |           |           | | 히로시마시   | 니시구       |
| M27     | 슈다이후조쿠스즈가미네마에    | 修大附属鈴峯前         | 1.2       | 6.0       |           |           | | 히로시마시   | 니시구       |
| M28     | 히로덴이쓰카이치              | 広電五日市駅           | 0.6       | 6.6       |           |           | 서일본 여객철도 산요 본선 (이쓰카이치역) | 히로시마시   | 사에키구     |
| M29     | 사에키쿠야쿠쇼마에            | 佐伯区役所前           | 0.6       | 7.2       |           |           | | 히로시마시   | 사에키구     |
| M30     | 라쿠라쿠엔                    | 楽々園駅               | 0.9       | 8.2       |           |           | | 히로시마시   | 사에키구     |
| M31     | 산요조시다이마에              | 山陽女子大前           | 1.1       | 9.2       |           |           | | 하쓰카이치시 | 하쓰카이치시 |
| M32     | 히로덴하쓰카이치              | 広電廿日市             | 0.7       | 9.9       |           |           | 서일본 여객철도 산요 본선 (하쓰카이치역) | 하쓰카이치시 | 하쓰카이치시 |
| M33     | 하쓰카이치시야쿠쇼마에 (헤라) | 廿日市市役所前（平良） | 0.8       | 10.7      |           |           | | 하쓰카이치시 | 하쓰카이치시 |
| M34     | 미야우치                      | 宮内駅                 | 0.8       | 11.5      |           |           | 서일본 여객철도 산요 본선 (미야우치쿠시도역) | 하쓰카이치시 | 하쓰카이치시 |
| M35     | JA히로시마뵤인마에            | JA広島病院前           | 0.4       | 11.9      |           |           | | 하쓰카이치시 | 하쓰카이치시 |
| M36     | 지고젠                        | 地御前                 | 0.5       | 12.4      |           |           | | 하쓰카이치시 | 하쓰카이치시 |
| M37     | 아지나히가시                  | 阿品東                 | 1.5       | 13.9      |           |           | | 하쓰카이치시 | 하쓰카이치시 |
| M38     | 히로덴아지나                  | 広電阿品               | 0.7       | 14.6      |           |           | | 하쓰카이치시 | 하쓰카이치시 |
|         | (임) 교테이조마에             | 競艇場前               | 0.3       | 15.9      |           |           | | 하쓰카이치시 | 하쓰카이치시 |
| M39     | 히로덴미야지마구치            | 広電宮島口             | 0.2       | 16.1      |           |           | 미야지마마쓰다이 기선 미야지마 항로 (미야지마구치 부두) 서일본 여객철도 산요 본선 (미야지마구치역) JR 서일본 미야지마 페리 미야지마 연락선 (미야지마구치 부두) | 하쓰카이치시 | 하쓰카이치시 |

※역 번호는 본선으로부터의 일련 번호이다.

## 운임
어른 보통 여객 운임(소아 반액). 운임 후불 방식. 2004년 12월 1일 현재.
| 영업 거리     | 운임（엔） |
| ------------- | ---------- |
| 최초 구간 3km | 120        |
| 4 - 6         | 140        |
| 7 - 10        | 170        |
| 11 - 15       | 190        |
| 16 - 17       | 210        |

- 히로덴 이쓰카이치 - 히로덴 하쓰카이치간은 120엔의 특정 운임.
- 시내선에 걸쳐 승차의 경우는 철도선 운임에 60엔을 가산.